# 1998 EN9
1998 EN9 är en asteroid i huvudbältet som upptäcktes den 6 mars 1998 av den japanska astronomen Tetsuo Kagawa vid Gekko-observatoriet.
Asteroiden har en diameter på ungefär 6 kilometer.